# Vilanova del Camí
Vilanova del Camí é um município da Espanha na comarca de Anoia, província de Barcelona, comunidade autónoma da Catalunha. Tem 10,3 km² de área e em 2021 tinha 12 736 habitantes (densidade: 1 236,5 hab./km²).

## Demografia
| Variação demográfica do município entre 1991 e 2004[carece de fontes?] | Variação demográfica do município entre 1991 e 2004[carece de fontes?] | Variação demográfica do município entre 1991 e 2004[carece de fontes?] | Variação demográfica do município entre 1991 e 2004[carece de fontes?] |
| ---------------------------------------------------------------------- | ---------------------------------------------------------------------- | ---------------------------------------------------------------------- | ---------------------------------------------------------------------- |
| 1991                                                                   | 1996                                                                   | 2001                                                                   | 2004                                                                   |
| 9317                                                                   | 10060                                                                  | 10194                                                                  | 11121                                                                  |